# Tranquillité
La tranquillité est le caractère, ou l'état, de ce qui est calme, serein, sans inquiétude, sans angoisse. Le mot tranquillité apparaît dans de nombreux textes, allant des écrits religieux de Bouddhisme, où le terme passaddhi se rapporte à la tranquillité du corps, des pensées et de la conscience sur la voie de la Libération, jusqu'à un assortiment de documents[Quoi ?], où l'interprétation du mot est directement liée à l'engagement avec l'environnement naturel.

## Bénéfices
Être psychologiquement dans un environnement tranquille ou reconstituant permet aux individus de prendre du répit de leurs périodes d'attention soutenue, qui caractérisent la vie moderne. Dans le développement de leur théorie de la restauration de l'attention (en)(Attention Restauration Theory (ART)), Kaplan et Kaplan ont proposé que le rétablissement d'une surcharge cognitive puisse être atteint plus efficacement en renouant avec un environnement naturel fortifiant, qui s’éloigne des distractions quotidiennes et permet à l'imagination de s’égarer, et donc permettre aux individus de renouer avec leurs environnements. La théorie fonctionne sur le principe que le nombre de réflexions possibles dans un tel environnement dépend du type d'engagement cognitif. Par exemple, l'attrait que dégage l’environnement. Un environnement d'un faible attrait est réputé pour avoir assez d’intérêt pour retenir l'attention, mais pas assez à tel point qu'il nuit à l'habiliter de réfléchir. En ce sens que, le faible attrait (Soft Fascination), qui a été pris par Herzog et Pheasant comme un terme correct pour décrire la tranquillité, procure un niveau satisfaisant de retour sensoriel qui n'implique aucun autre effort que de s'extirper d'un environnement mental encombré.

### Plaisir
Pour beaucoup, la possibilité de ressentir la tranquillité est ce qui caractérise la campagne, par rapport à la ville. Dans une étude du ministère britannique pour l'environnement, la nourriture et les affaires rurales, 58 % des personnes interrogées déclarent que la tranquillité est la plus grande qualité de la campagne.

### Santé
Contrairement au faible attrait, l'attention soutenue requiert une quantité importante d'effort cognitif. Les périodes prolongées d'activité mentale ininterrompues peuvent provoquer des faiblesses de l'attention. Cette circonstance peut potentiellement affecter drastiquement les performances et provoquer des émotions négatives, de l'irritabilité et baisser la sensibilité aux signaux interpersonnels. Alors que le taux de tourment mental continue d'augmenter, il y a une forte évidence que l'exposition à la nature contribue significativement au bien-être et à la santé. Ces évidences prouvent que l'exposition à la nature favorise le bien-être physique et psychologique, comme en conclut Louv, qui a trouvé une évidence du trouble du déficit de la nature (nature-deficit-disorder) chez les enfants, qui suggère de l'importance d'être capable d'avoir une relation avec un environnement fortifiant s'applique sur une grande fourchette d'âge. D'autres rapportent qu'un environnement naturel calme a un effet positif important sur les personnes souffrant de stress. Par exemple, Roger S. Ulrich a démontré que le stress (comme mesuré par la pression sanguine, la tension musculaire et la réponse de conductance de la peau), induit par l'exposition à des vidéos mettant en scène des accidents au travail, augmente plus rapidement si les vidéos qui suivent présentent des bouchons ou des scènes de shopping, plutôt que des vidéos d’environnements naturels.